# Clyzomedus transversefasciatus
Clyzomedus transversefasciatus är en skalbaggsart som beskrevs av Stefan von Breuning 1938. Clyzomedus transversefasciatus ingår i släktet Clyzomedus och familjen långhorningar. Inga underarter finns listade i Catalogue of Life.